# Temporadas de ciclones no Índico Norte na década de 1950
Os anos entre 1950 e 1959 caracterizaram as temporadas de ciclones na década de 1950 no Índico Norte. Cada estação foi um evento contínuo no ciclo anual de formação de ciclones tropicais. A temporada de ciclones tropicais do norte da Índia não tem limites, mas eles tendem a se formar entre abril e dezembro, com picos em maio e novembro. Essas datas delimitam convencionalmente o período de cada ano em que a maioria dos ciclones tropicais se forma no norte do Oceano Índico. Abaixo estão os ciclones mais significativos no período. Como grande parte da costa norte da Índia está próxima do nível do mar e sujeita a inundações, esses ciclones podem facilmente matar muitos com tempestades e inundações. Esses ciclones estão entre os mais mortais do planeta em termos de número de mortos. Nesta década, apenas um RSMC vigiava a bacia na época, o Departamento Meteorológico da Índia(IMD) até 1959, quando o Joint Typhoon Warning Center(JTWC) foi formado e divulgaria avisos não oficiais para a bacia.

## Temporada de 1950

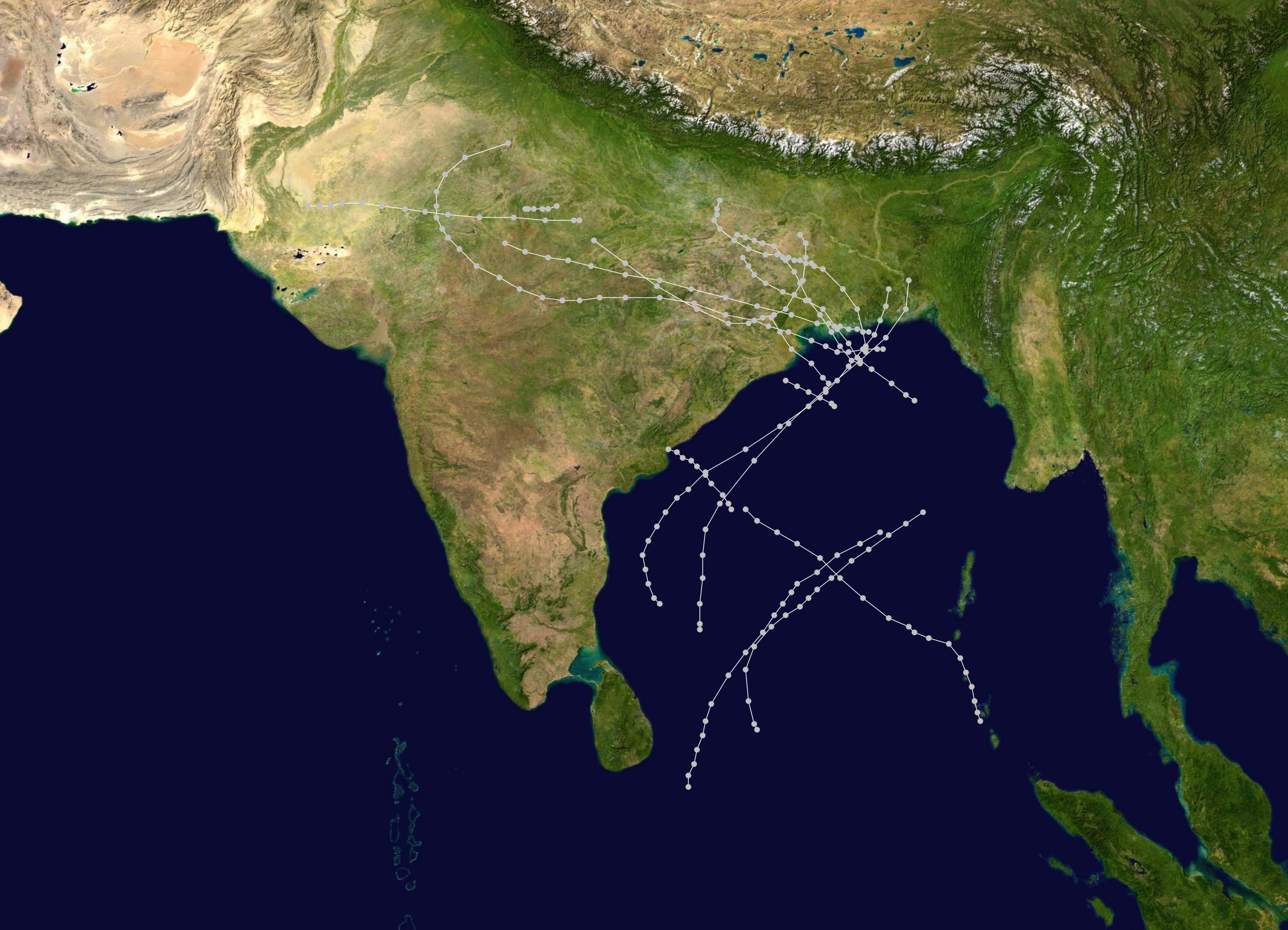
resumo da temporada

- 8 a 13 de abril de 1950 - Existia uma depressão profunda na Baía de Bengala.[1]
- 23 a 30 de maio de 1950 - Existia uma depressão profunda na Baía de Bengala.[1]
- 8 a 12 de junho de 1950 - Uma tempestade ciclônica existia na Baía de Bengala.[1]
- 23 a 28 de junho de 1950 - Existiu uma depressão na Baía de Bengala.[1]
- 10 a 12 de julho de 1950 - Existiu uma depressão na Baía de Bengala.[1]
- 11 a 15 de julho de 1950 - A Depressão existiu sobre a terra.[1]
- 25 a 30 de julho de 1950 - Existiu uma depressão na Baía de Bengala.[1]
- 3 a 7 de agosto de 1950 - A Depressão existiu sobre a terra.[1]
- 9 a 15 de agosto de 1950 - Existiu uma depressão na Baía de Bengala.[1]
- 1 a 5 de setembro de 1950 - A Depressão existiu sobre a terra.[1]
- 9 a 11 de setembro de 1950 - Existiu uma depressão na Baía de Bengala.[1]
- 12 a 19 de setembro de 1950 - Uma tempestade ciclônica existia na Baía de Bengala.[1]
- 22 a 24 de setembro de 1950 - Existiu uma depressão na Baía de Bengala.[1]
- 17 a 22 de outubro de 1950 - Existiu uma depressão na Baía de Bengala.[1]
- 16 a 20 de novembro de 1950 - Uma tempestade ciclônica existia na Baía de Bengala.[1]
- 2 a 6 de dezembro de 1950 - Uma tempestade ciclônica existia na Baía de Bengala.[1]

## Temporada de 1951

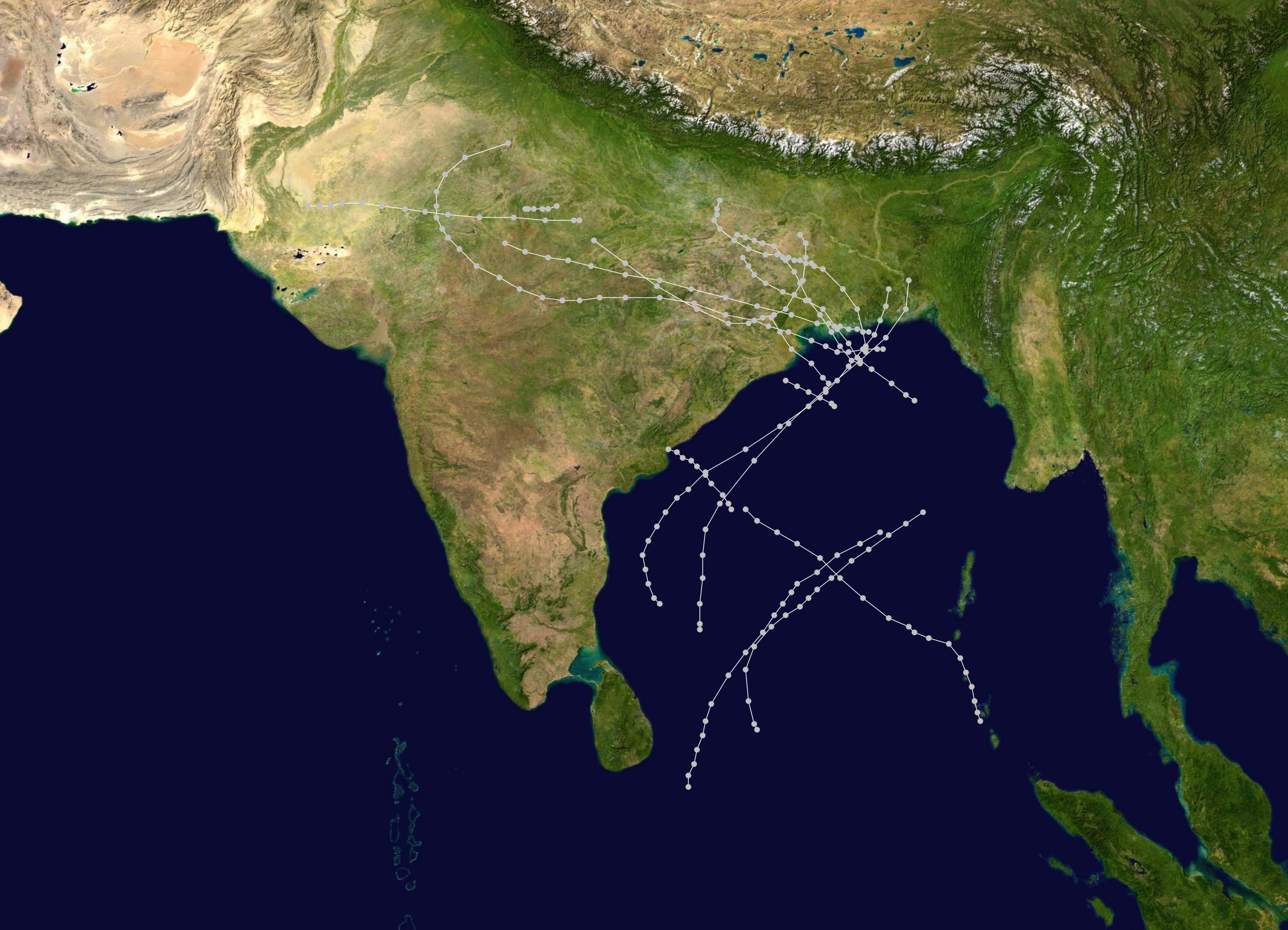
resumo da temporada

- 15 a 24 de abril de 1951 - Ocorreu uma tempestade ciclônica no Mar da Arábia.[2]
- 4 a 7 de junho de 1951 - Existia uma depressão na Baía de Bengala.[2]
- 11 a 13 de junho de 1951 - Ocorreu uma depressão no Mar da Arábia.[2]
- 26 de junho a 7 de julho de 1951 - Existia uma depressão na Baía de Bengala.[2]
- 19 a 22 de julho de 1951 - Existia uma depressão na Baía de Bengala.[2]
- 24 a 29 de julho de 1951 - Ocorreu uma tempestade ciclônica na Baía de Bengala.[2]
- 30 de julho a 1 de agosto de 1951 - Existia uma depressão na Baía de Bengala.[2]
- 4 a 5 de agosto de 1951 - Existia uma depressão na Baía de Bengala.[2]
- 16 a 19 de agosto de 1951 - Existia uma depressão na Baía de Bengala.[2]
- 30 de agosto - 1º de setembro de 1951 - Existia uma depressão na Baía de Bengala.[2]
- 9 a 13 de setembro de 1951 - Houve uma depressão em Land.[2]
- 9 a 11 de outubro de 1951 - Existia uma depressão na Baía de Bengala.[2]
- 12 a 19 de novembro de 1951 - Uma forte tempestade ciclônica ocorreu no Mar da Arábia.[2]
- 23 a 26 de novembro de 1951 - Ocorreu uma depressão na Baía de Bengala.[2]
- 5 a 14 de dezembro de 1951 - Uma forte tempestade ciclônica ocorreu na Baía de Bengala.[2]

## Temporada de 1952

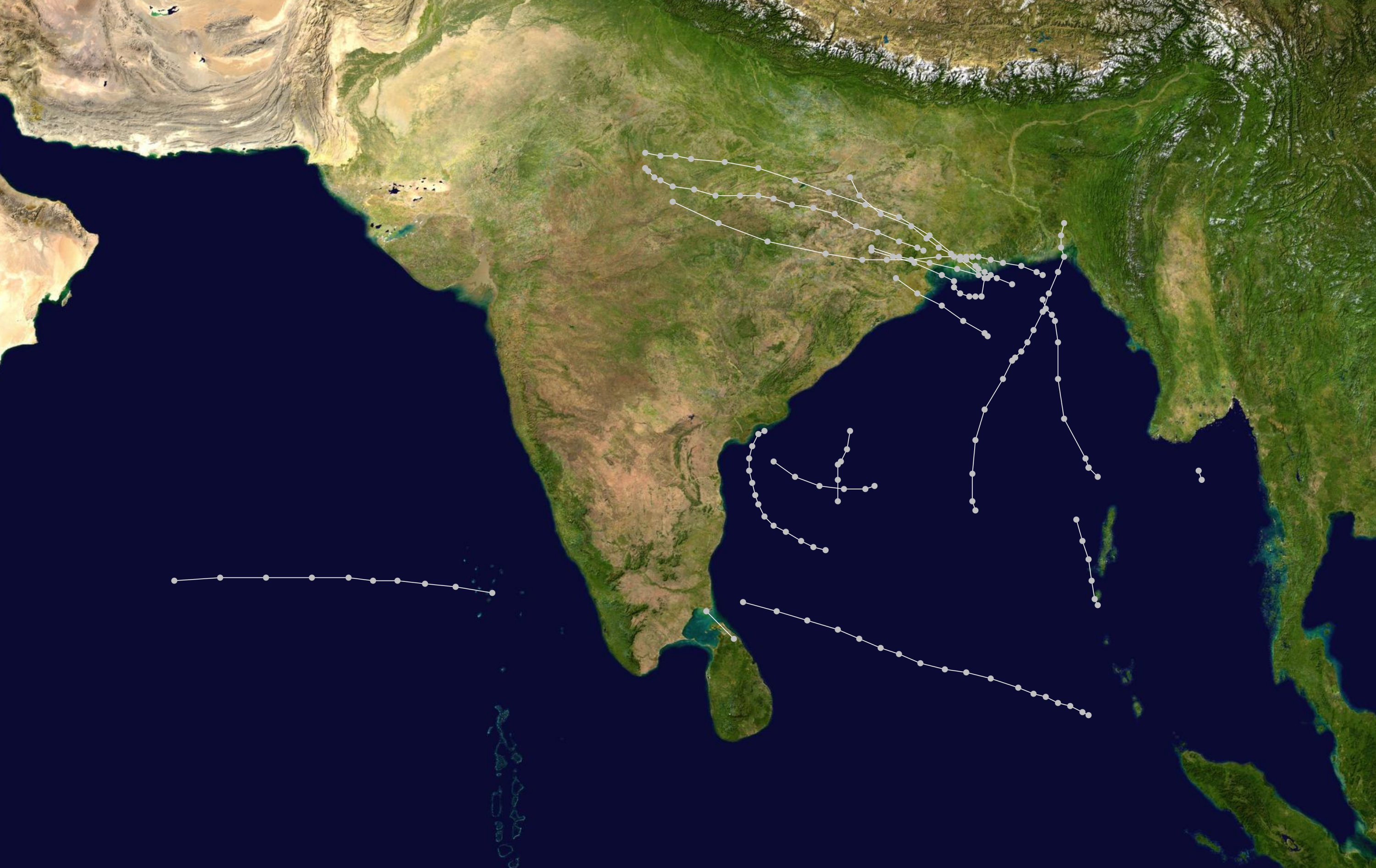
resumo da temporada

- O tufão Vae cruzou o oceano Índico em 1952.

## Temporada de 1953

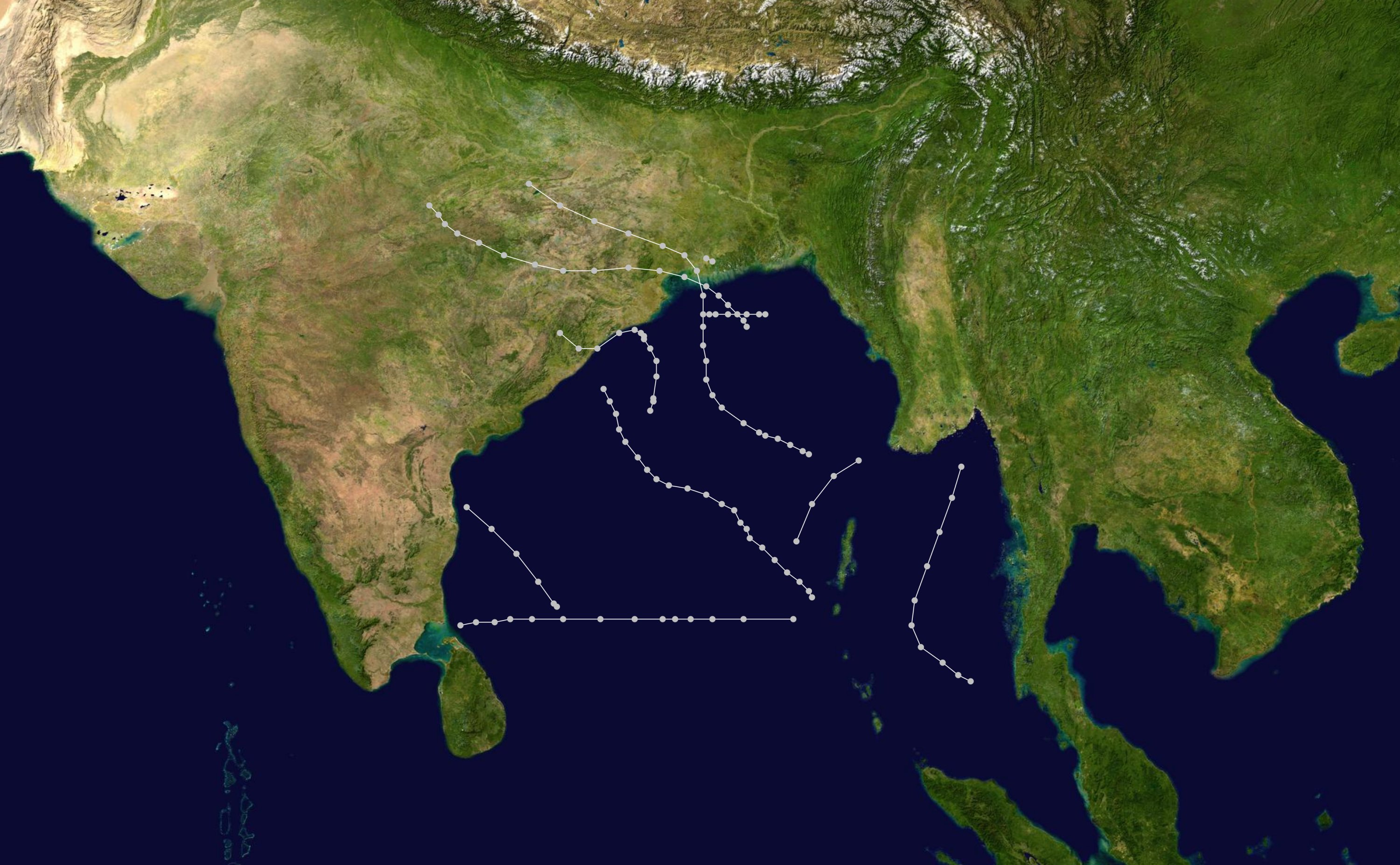
resumo da temporada

## Temporada de 1954

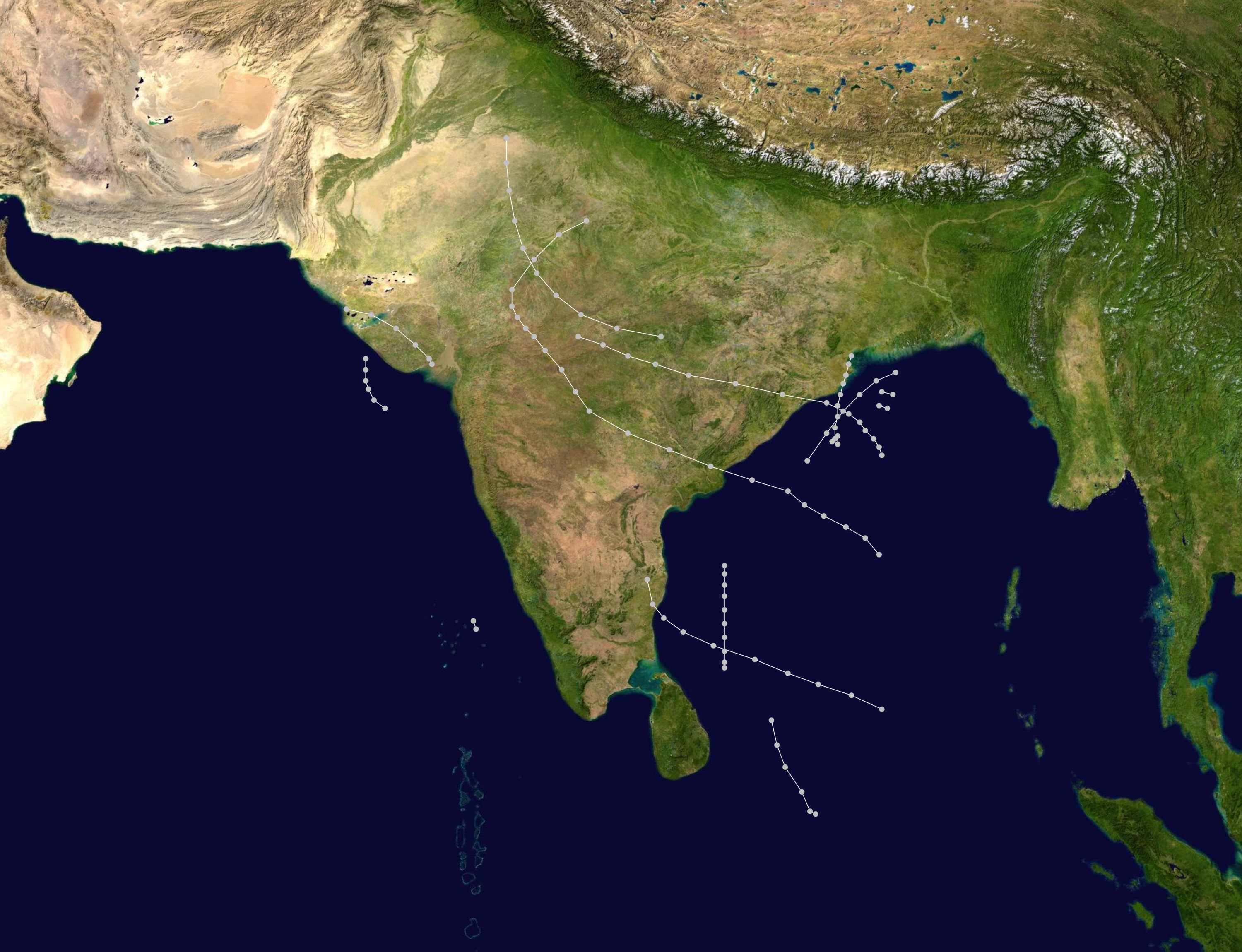
resumo da temporada

## Temporada de 1955

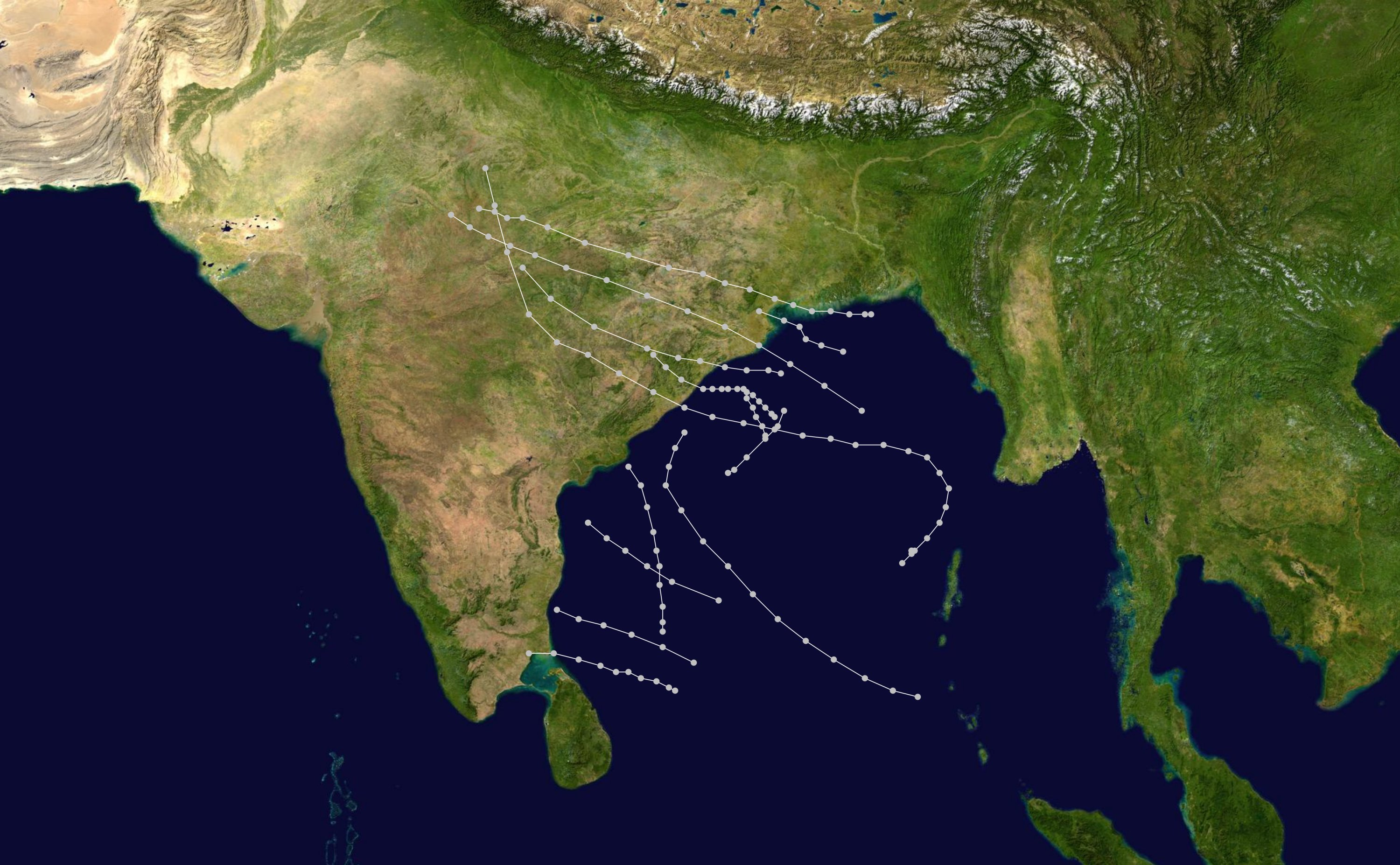
resumo da temporada

## Temporada de 1956

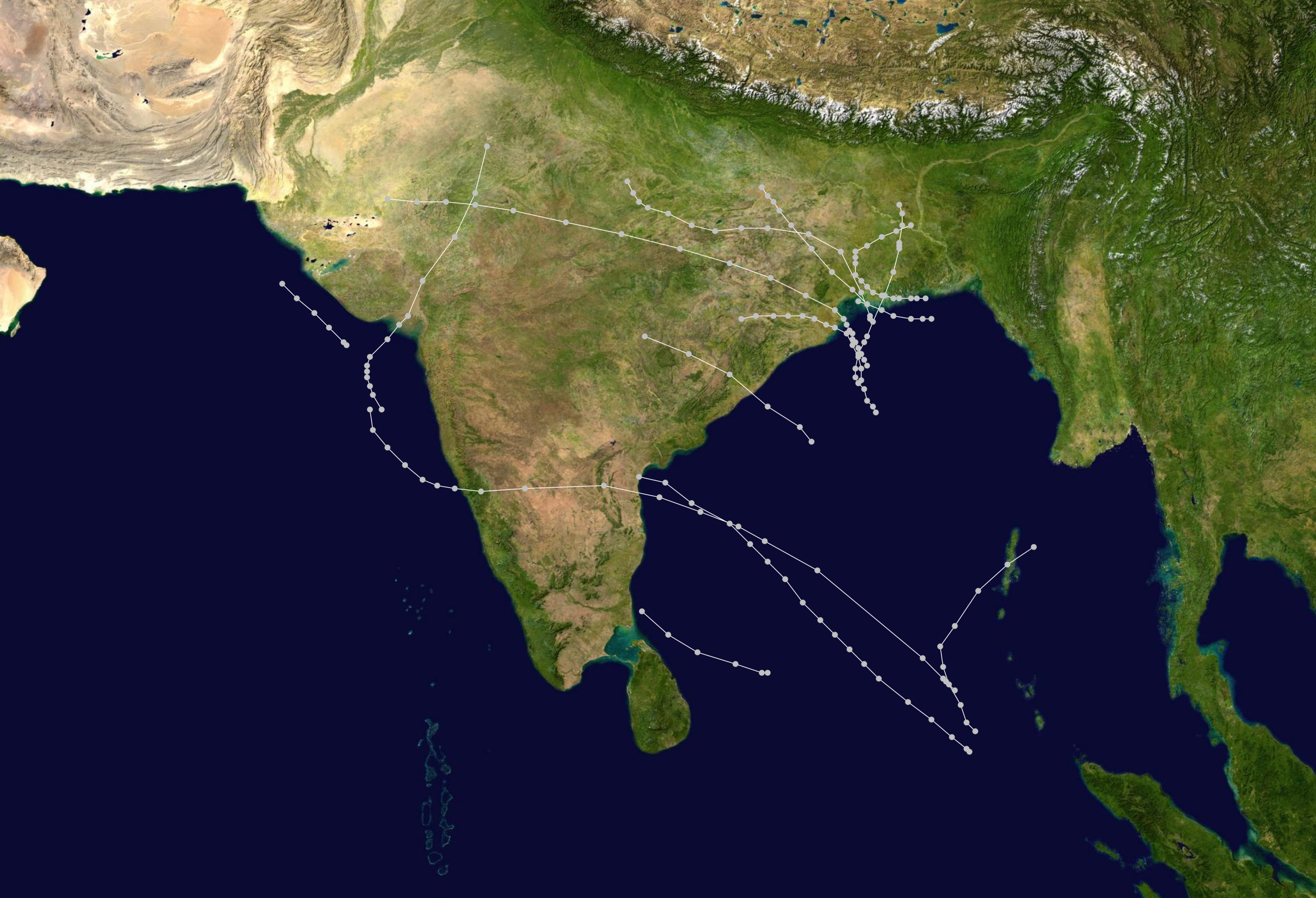
resumo da temporada

### Ciclone da Índia de junho de 1956
Este ciclone trouxe chuvas torrenciais para o distrito de Midnapore em West Bengal. Cerca de 20.000 pessoas ficaram desabrigadas, enquanto outras 20.000 as pessoas ficaram presas perto da fronteira de Assão depois que o rio Haora atingiu seu topo. Havia uma estimativa de 480 fatalidades, a maioria causada por deslizamentos de terra.

## Temporada de 1957

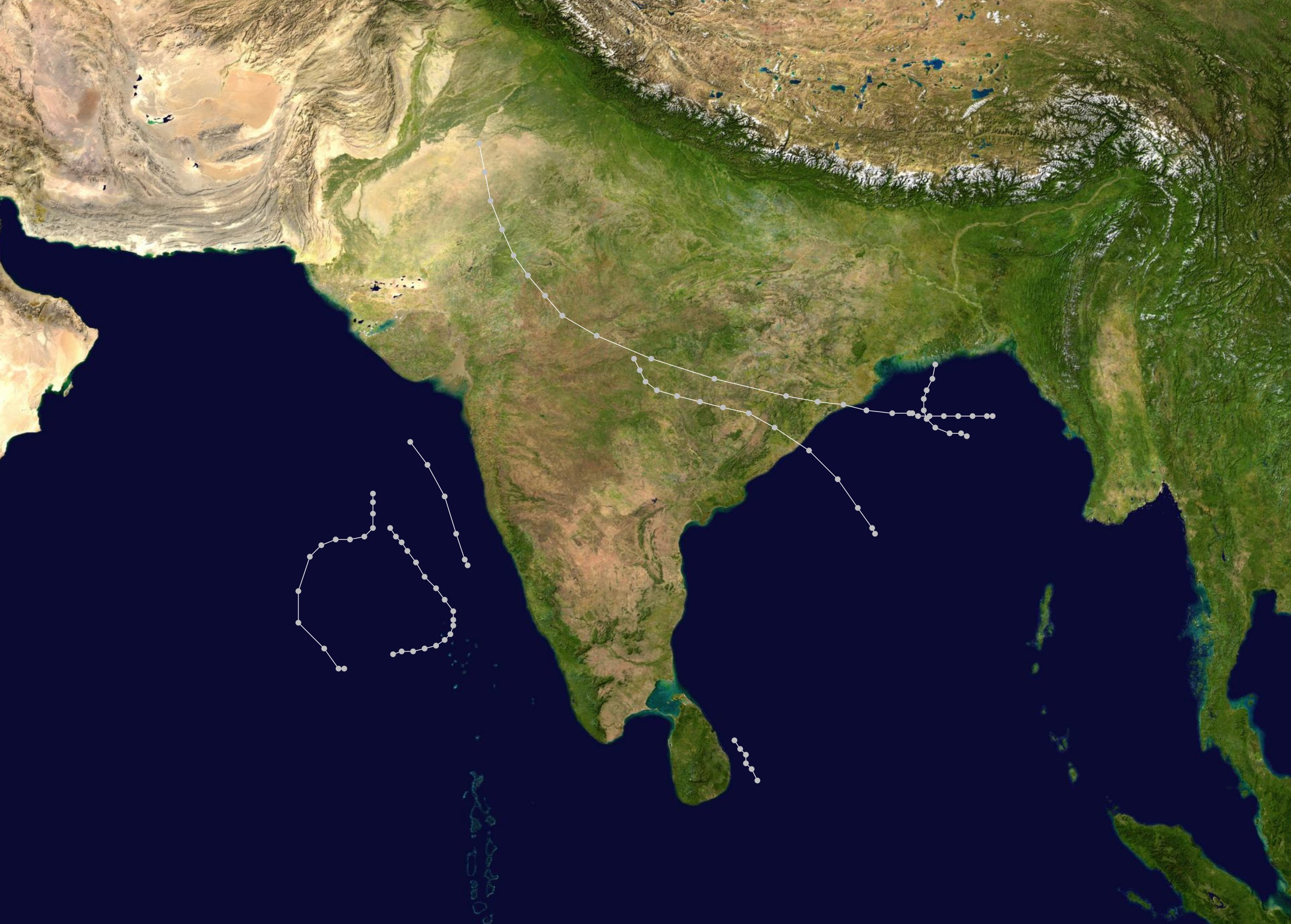
resumo da temporada

### Ciclone de dezembro de 1957
Um ciclone se desenvolveu sobre o Mar da Arábia, perto do Golfo de Omã, em 27 de dezembro. Movendo-se para o oeste, a tempestade atingiu Bahrein com ventos de 180 km/h (110 mph). Uma plataforma de petróleo offshore desabou, matando 20 funcionários da Royal Dutch Shell.

## Temporada de 1958

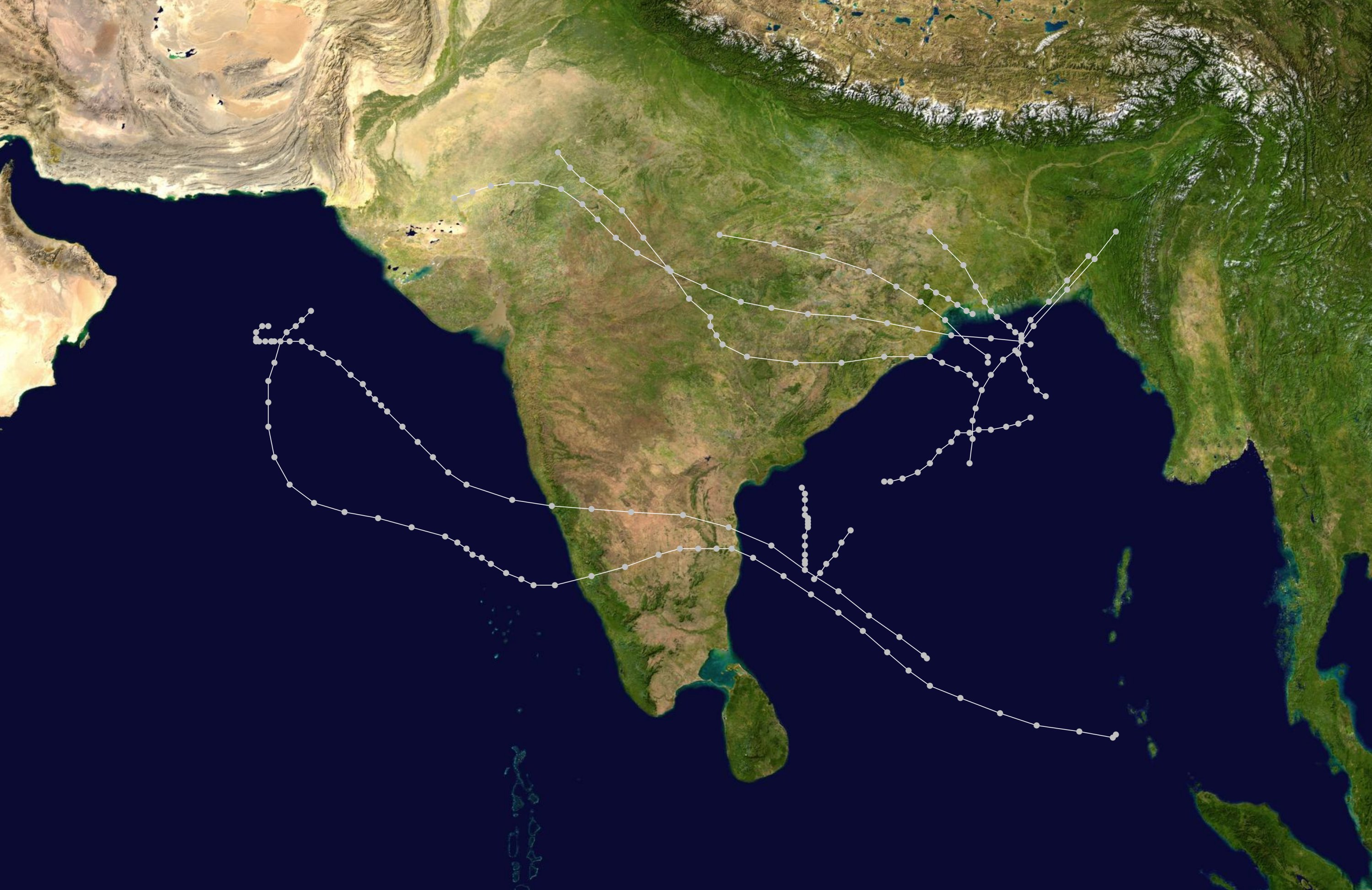
resumo da temporada

## Temporada de 1959

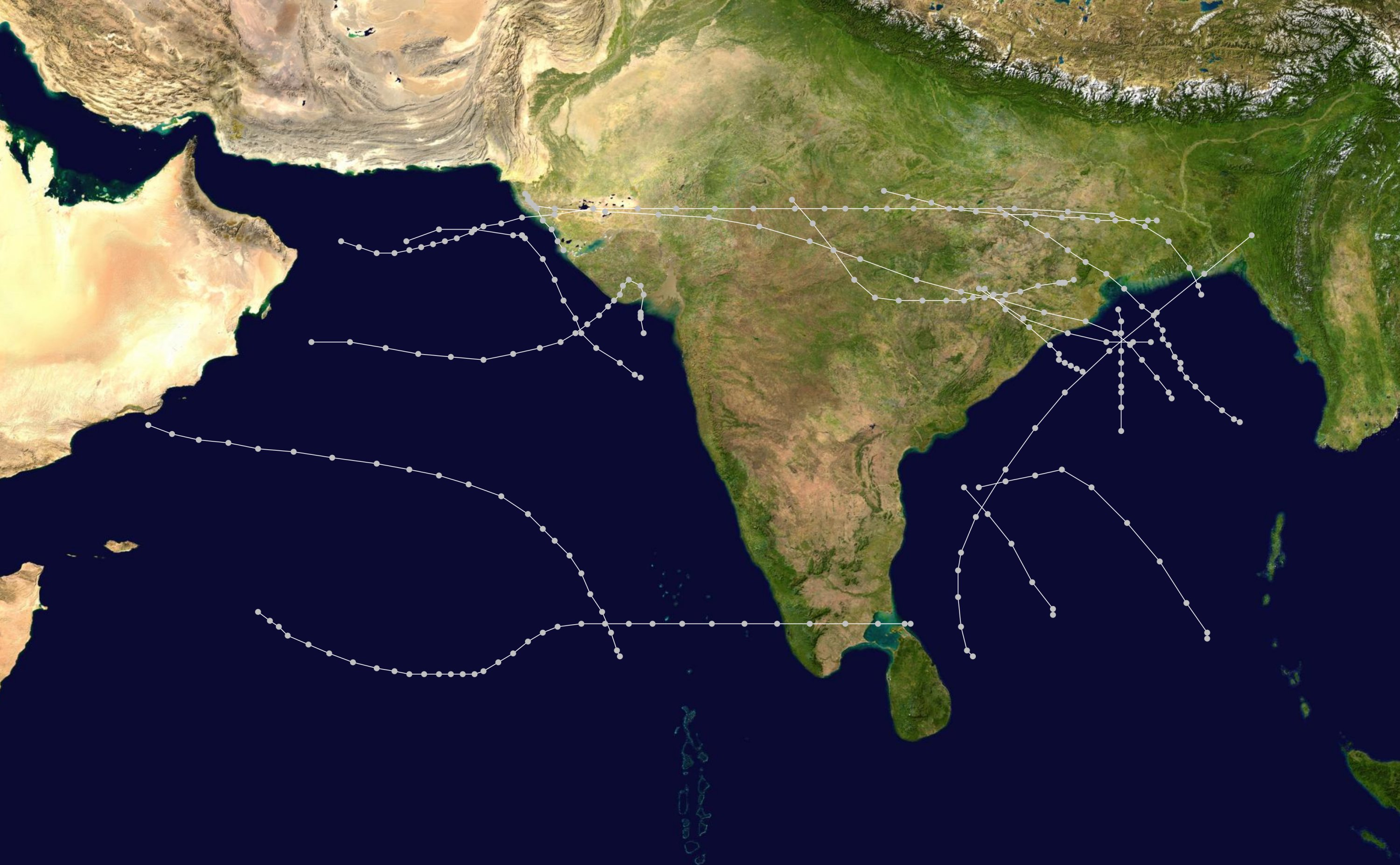
resumo da temporada

### Ciclone do Bahrain de fevereiro de 1959
Um ciclone tropical atingiu o Bahrein e causou 500 mortes.

### Ciclone Salalah de maio de 1959
Este sistema se tornou uma área de baixa pressão perto das Ilhas Laccadive em 19 de maio, seguindo para noroeste em direção à Península Arábica. O sistema atingiu o continente em Raysut em 24 de maio. Em Salalah, o céu ficou nublado em 23 de maio, pois a pressão caiu significativamente. Os ventos viraram para o norte antes da meia-noite naquela noite. À 1 hora da madrugada de 24 de maio, o pico dos ventos da tempestade chegou. Os ventos máximos sustentados foram estimados em 70 kn (130 km/h) e a pressão em Salalaha caiu para 968 mb (28.6 inHg). Muitos navios offshore, incluindo dois grandes navios de passageiros, se despedaçaram. Cinco edifícios desabaram e vários telhados foram destruídos pelo ciclone. Salalah registou 82 mm (3.2 in) de chuva em seu aeroporto. Um total de 141 vidas do navio Samha foram tiradas durante esta tempestade.